# Hợp kim Heusler

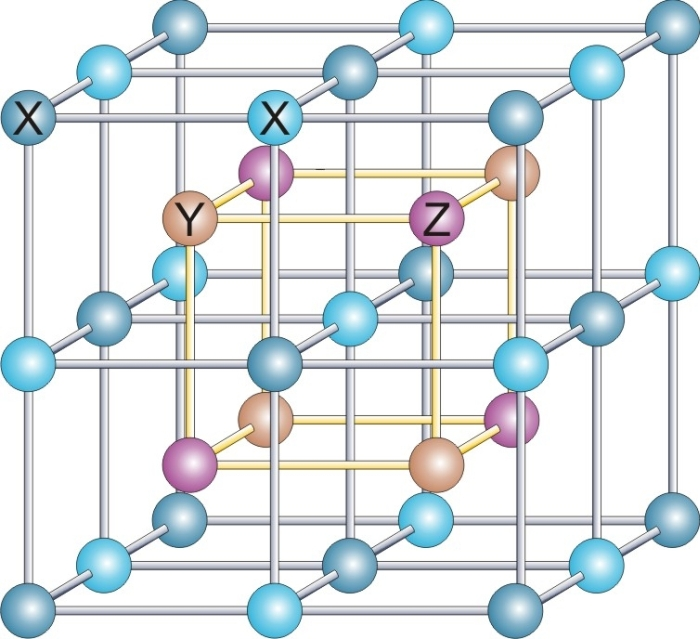
In the case of the full Heusler alloys with formula X_{2}YZ (e. g., Co_{2}MnSi) two of them are occupied by X-atoms (L21 structure), for the semi-Heusler alloys XYZ one fcc sublattice remains unoccupied (C1b structure).

Hợp kim Heusler là một hợp kim sắt từ dựa trên pha Heusler, là dạng hợp kim liên kim loại của các đơn chất (kim loại, phi kim) có thể không mang tính sắt từ, và có cấu trúc tinh thể lập phương tâm mặt. Tên loại hợp kim này được đặt theo nhà hóa học, khoáng học người Đức Friedrich Heusler (1866-1947), người lần đầu tiên tìm ra loại hợp kim này vào năm 1903. Hợp kim Heusler là một trong những loại hợp kim sắt từ có độ phân cực spin lớn nhất (gần như 100%).

## Lịch sử nghiên cứu
Hợp kim Heusler đầu tiên được phát hiện và nghiên cứu năm 1903 bởi Friedrich Heusler là hợp kim Cu2MnAl với từ độ bão hòa là 8000 G (lớn hơn của Ni, nhưng nhỏ hơn của Fe). Hợp kim có thể nóng chảy ở trên 910oC. Ở dưới nhiệt độ này, hợp kim đóng rắn với trạng thái bất trật tự của pha beta lập phương tâm khối. Dưới 750oC, pha B2 trật tự được hình thành với mang nguyên tố lập phương của đồng, và có tâm khối là phân mạng bất trật tự MnAl. Khi được làm lạnh xuống dưới 610oC, phân mạng MnAl trở thành trật tự và tạo thành pha L21. Tính chất từ của hợp kim có thể thay đổi mạnh nhờ quá trình xử lý nhiệt hoặc thay đổi thành phần..

## Danh sách một số hợp kim
- Cu2MnAl, Cu2MnIn, Cu2MnSn,
- Ni2MnAl, Ni2MnIn, Ni2MnSn, Ni2MnSb
- Co2MnAl, Co2MnSi, Co2MnGa, Co2MnGe
- Pd2MnAl, Pd2MnIn, Pd2MnSn, Pd2MnSb